# NUH!
NUH! es un EP de la banda de thrash metal noruega Equinox, publicado en 1992.

## Lista de canciones
| N.º | Título                                  | Duración |  |
| 1.  | «NUH!» (Versión en chino de Now!)       | 3:00     |  |
| 2.  | «Let There Be Rock» (Cover de AC/DC)    | 3:24     |  |
| 3.  | «Drug Me» (Cover de Dead Kennedys)      | 1:50     |  |
| 4.  | «Succumb to the Law» (Versión acústica) | 3:22     |  |

## Créditos
- Grim Stene – Guitarra y voz
- Tommy Skarning – Guitarra
- Skule Stene – Bajo
- Ragnar Westin – Batería